# شلپ شلوپ (فیلم)
شلپ شلوپ (به انگلیسی: Splash) فیلمی محصول سال ۱۹۸۴ و به کارگردانی ران هاوارد است. در این فیلم بازیگرانی همچون تام هنکس، داریل هانا، یوجین لوی، جون کندی، رویس دی اپلگیت، ددی گودمن، هاوارد موریس، شکی گرینه، تونی لونگو، جو گریفاسی، جودی لونگ، نورا دنی، بیل اسمیترویچ ایفای نقش کرده‌اند.